# 766
766（七百六十六、ななひゃくろくじゅうろく）は自然数、また整数において、765の次で767の前の数である。 

## 性質
- 766は合成数であり、約数は 1, 2, 383, 766 である。
  - 約数の和は1152。
- 231番目の半素数である。1つ前は763、次は767。
- 18番目の中心つき五角数である。1つ前は681、次は856。
- 155番目の偶数のノントーティエントである。1つ前は762、次は770。
- 12個の連続する素数の和で表せる13番目の数である。1つ前は714、次は822。
766 = 41 + 43 + 47 + 53 + 59 + 61 + 67 + 71 + 73 + 79 + 83 + 89
- 各位の和が19になる25番目の数である。1つ前は757、次は775。
- 各位の平方和が平方数になる65番目の数である。1つ前は744、次は800。(オンライン整数列大辞典の数列 A175396)
72 + 62 + 62 = 121 = 112
- 766 = 12 + 62 + 272 = 12 + 182 + 212 = 32 + 92 + 262 = 62 + 172 + 212 = 92 + 182 + 192 = 102 + 152 + 212
  - 3つの平方数の和6通りで表せる55番目の数である。1つ前は758、次は773。(オンライン整数列大辞典の数列 A025326)
  - 異なる3つの平方数の和6通りで表せる28番目の数である。1つ前は755、次は773。(オンライン整数列大辞典の数列 A025344)
  - 766 = 102 + 152 + 212
    - 3連続三角数の平方和で表せる数である。1つ前は361、次は1450。

## その他 766 に関連すること
- 西暦766年
- 紀元前766年
- シャーロット (USS Charlotte, SSN-766) は、アメリカ海軍のロサンゼルス級原子力潜水艦。
- 第766独立歩兵連隊 (朝鮮人民軍)